# Военно летище Балчик
Летище Балчик се намира край Балчик.
През 1941 г. съществувалото румънско гражданско летище (след като Южна Добруджа е върната на България през 1940 г.) е преобразувано във военно летище (в състава на Авиобаза Балчик).
Днес, макар поделението да е запазено, военните му функции са редуцирани. На 24 август 2011 г. Правителството съобщава, че е възложило на „Летище София“ експлоатацията, управлението и поддържането на летищен комплекс „Балчик“ и през 2012 на него каца първият международен граждански полет.
Поради стратегическото си местоположение е имало различни авиационни формирования и е изпълнявало различни по вид и характер задачи, свързани с отбраната на страната. Въпреки големите структурни промени във ВВС, разформироването и закриването на авиационни бази, Военно летище Балчик продължава да изпълнява задачи, свързани с отбраната.
Намеренията да се организират в тази база и граждански полети и използването му едновременно като военно и гражданско летище ще утвърди Балчик като транспортен възел, осигуряващ работни места и по-добро използване на природните дадености на региона. На 3 май 2012 г. в 19:06 каца първият граждански полет „Прага-Балчик“ през Варна. Лицензът, който има летището като гражданско, е за „летателна площадка“, което означава, че на него могат да кацат въздухоплавателни средства с тегло до 5,7 t.

## Описание
Летището е разположено на 800 м източно от кв. „Левски“ на Балчик върху площ от 4600 дка. Пистата за излитане и кацане (ПИК) е с размери 2500/60 m, циментобетонова настилка с ниска носимоспособност. Има възможност за удължаване в северна посока до 3500 m.
Военното летище Балчик е разположено на 2 km северозападно от центъра на гр. Балчик върху равен терен, на надморска височина 200 m и полосата за излитане и кацане е на около един километър от морския бряг. Поради това си стратегическо разположение е наричано „непотопяемият самолетоносач на България“. Разполагането му позволява при излитане към морето веднага да се започне снижаване до 150 – 180 m, което го прави уникално и единствено в България.

## Кратка история
Първите сведения за създаване на летище в района са от 1 юли 1935 г. Град Балчик по това време е в пределите на Кралство Румъния. Създаденото гражданско летище обслужва въздушната линия Балчик-Констанца-Букурещ и вероятно е създадено по волята на румънската кралска династия. Това задоволява амбициите ѝ да използват курортните дадености на региона и ползването на архитектурния комплекс „Двореца“. Въздушният трафик се осъществява с няколко 6-местни самолета „Юнкерс“.
По силата на Крайовската спогодба от 1940 г. Южна Добруджа е върната на България. Напускащите румънски власти практически са унищожили всичко, свързано с летището – изнесено е оборудването, изпочупени са стъкла или са полуразрушени постройките, затлачени са кладенците за вода. Дори полосата за излитане и кацане е разорана напречно. На следващата година българското правителство одобрява плановете на военното министерство за използване на летището за военни цели.
На практика първите самолети, базирани на това българско летище, са няколко самолета на немските военновъздушни сили „Хайнкел“ 111 и „Юнкерс“ 88, основно за разузнавателни полети. С началото на войната срещу СССР (22 юни 1941 г.) тази малка военна част напуска пределите на България.
- Първото българско авиационно формирование е Стрелковата школа, дислоцирана на 24 май 1941 г. и функционираща до 9 септември 1944 г.
- На 4 август 1941 в Балчик се базира едно крило с 5 самолета чехословашко производство Letov-Šmolik Š-328, наричан „Врана“, от 2-ри въздушен полк за осигуряване на противолодъчна отбрана на немски транспорти, пътуващи в акваторията на Черно море от Кюстенджа до Босфора.
- На 1 октомври 1941 се формира изтребителен орляк „Галата“ на основание и в изпълнение на поверително писмо № I-2733 на щаба на Въздушните на НВ войски. На летище Балчик се базира 682-ро изтребително ято от 6-и изтребителен полк. Тази дата се приема за рождена дата на Военно летище Балчик.
- От май 1945 до септември 1946 г. във връзка с превъоръжаването, почти всички български летци изтребители преминават на обучение на изтребителя Як-9, като се използва базата на летище Балчик.
- През септември 1947 г. започва формирането на минно-торпеден полк, като през 1951 г. полкът прераства в 3-та бомбардировъчна авиодивизия.
- На 13 април 1955 г. дивизията е разформирована.
- На 18 октомври 1955 г. от летище Безмер пристига 27-и изтребителен авиополк, с което се полага началото на използването на летището като база за изтребителната авиация. 27-и изтребителен полк се разформирова и престава да съществува в състава на ВВС на 1 май 1963 г.
- След реорганизацията в Балчик остава 3-та изтребителна авиоескадрила в състава на 15-и изтребителен авиополк – Равнец. През 1970 г. балчишката ескадрила сменя номерацията си и става 2-ра изтребителна авиоескадрила в състава на 15 изтребителен авиополк – Равнец.
- Военното летище действа до 1998 г., когато последните МиГ-21бис и L-29 са прехвърлени към други военни бази и с това приключва 43-годишния период на базата като летище със самолети изтребители. От 1998 г. летището се активира за задачи свързани с другите действащи авиобази с изтребителна, танспортна или вертолетна авиация. Намаленият състав поддържа инфраструктурата на летището в готовност да приема самолети участващи в тренировъчни полети по морска подготовка, парашутни скокове, транспортна авиация, осигуряване на стрелбите на полигон „Шабла“ и др.[5]

## Наименования и статут през годините
- Стрелкова школа/Сборно войсково ято (1941 – 1944)
- Минно-торпеден авиополк (25-и разузнавателен полк) (1947 – 1951)
- 3-та бомбардировъчна авиодивизия (1951- 13 април 1955)
- 27-и изтребителен авиополк (18 октомври 1955 – 1 май 1963)
- 3-та изтребителна авиоескадрила от 15-ти изтребителен авиополк, Равнец (1 май 1963 –)
- Шеста изтребителна авиобаза (1 септември 1994 – 31 август 1998)
- Шеста авиационна техническа база към Корпус „Тактическа авиация“ (1 септември 1998 – 31 декември 1999), с ранг на полк
- Шеста авиационна техническа база към Корпус „ПВО“-Божурище (1 януари 2000 – март 2003), с ранг на батальон
- Шеста авиационна техническа база (март 2003 –)

## Сборно войсково ято (1941 – 1944)
За осигуряване на противолодъчна отбрана на немските транспорти при прехода от Кюстенджа до Босфора, от 4 август 1941 г. се формира сборно войсково ято с командир капитан Койчев. В летище Балчик се базира едно едно крило от 223 ято на 2-ри армейски въздушен полк с произведените в Чехо-Словашката република пет самолета „Врана“ (Letov-Šmolik Š-328). За ефективно покриване на цялата зона от българското крайбрежие, на летище Сарафово край Бургас са разположени 4 самолета „Врана“ – крило от 333 ято от 3-ти армейски въздушен полк. „Враните“ нямат специално оборудване и въоръжение за борба с подводници, но с въоръжение от 4 до 6 бомби и четирите си картечници, те са в състояние да оказват възпиращо действие на подводници при охрана на конвоите.
Основната цел е в общата зона на отговорност, разположеното на две места ято, да обезпечава сигурност последователно от Кюстенджа до устието на р. Камчия и от там до р. Резовска. В оперативно отношение ятото е подчинено на щаба на войската, но конкретните задачи за осигуряване на транспортите се получават от представителя на Главния команден пункт на германците при нос Галата.
Основни задачи
- с непрекъснато патрулиране да се откриват съветски подводници и се съобщава на конвоите и тяхната охрана.
- в български териториални води подводниците да се атакуват с картечен огън и бомби, а в международни води да се докладва за тях и да не се използва оръжие.
- да се прикриват собствени кораби при поставяне на минни заграждения, да се търсят и откриват плаващи мини пред входовете на пристанищата на Варна и Бургас, да участват при спасяването на екипажи, търпещи бедствия.
- да фотографират пристанищни и други обекти при необходимост.

„Враните“ летят редовно при подходящо за полети време. За 1941 г. са изпълнени общо 173 полета с общо полетно време над 600 часа. Регистрирани са само пет случая на откриване и атака на подводници, без да има официално потвърждение за случай на потопена съветска подводница.
Бойна техника
Самолетът „Врана“ (Letov-Šmolik Š-328) е едномоторен двуместен биплан произведен в Чехо-Словашката република. Първата доставка на тези самолети е през 1939 г. Внесени са общо 60 самолета, (според чешки източници 62 броя). Проектиран е и е използван като разузнавателен и лек щурмови самолет. Използва деветцилиндров звездообразен двигател с въздушно охлаждане Walter „Pegasus“ III M 2 с мощност 525 kW/580 hp. Със стартова маса 2760 kg и максимална скорост 260 km/h, Š-328 може да носи на борда двама летци, и въоръжение от 6 бомби по 25 kg на бомбодържатели под долно крило и 4 картечници. Две от картечниците са 7,92 mm неподвижни „Страконице“ монтирани в долно крило с по 500 патрона боезапас и сдвоена турелна картечница „Levis“ обр. 1930 кал. 7,92 mm с 12 дискови пълнителя по 60 патрона.

## 25-и разузнавателен авиополк (1947 – 1951)
През септември при строга секретност на Военно летище Балчик започва формирането на минно-торпеден полк със самолети Ту-2Т. Наименуван е „25-и разузнавателен полк“ и негов пръв командир е майор Борис Попов. Първите 12 самолета от предвидените 32 броя кацат на 8 септември 1947 г. Това са самолети от Одеския военен окръг в СССР, участвали във военни действия по времето на Втората световна война. По ремонтите на фюзелажа и крилата се виждало, че това са нови, а бойни фронтови машини. Прелитането на останалите Ту-2 е групово през март-април 1948 г., като успоредно с това съветски летци провеждат обучението на командния летателен състав. От различни летища в страната пристигат летци и техници. В Балчик е събран елитът на летателния състав на България. От руските инструктори са предоставени технически документи, албуми за обслужване на самолетите и въоръжението, специална техника и данни за ресурса на всеки агрегат. 
Усвоява се излитане и кацане и бомбомятане на специален бомбов полигон с бойни бомби поединично и в звено.
Възлагането на важни задачи, свързани с отбраната на страната, налага да се разшири и модернизира летището, ремонтират и разширят помещенията за военнослужещите. Особено активна е тази дейност през август 1947 г., когато към Летищната дружина (батальона с основно задължение да поддържа бита, ремонти и противопожарно осигуряване, снабдяването с горива, хранителни продукти, заплати, облекло и медицинско обслужване и хранителни продукти за семействата на военнослужещите), се изпраща допълнителна група за ускоряване на ремонтите. През 1948 г. се организира водоснабдяването на летището и се изкопава трасето „Ак Бунар – Казарма“. През 1951 г. започва изграждането на „Авиогородок“, по подобие на жилищните комплекси в СССР за полетния и техническия персонал и техните семейства.
Бойна техника:
Ту-2Т е двумоторен самолет разработен от конструкторското бюро на Андрей Туполев. Задвижва се от звездообразен бензинов двигател с вътрешно горене, всеки с мощност 1850 hp, максимална скорост 640 km/h, на височина 6850 m. Носи две торпеда по 900 kg или 3 бр. авиобомби по 1000 kg. Въоръжен е с два броя 20 mm оръдие „ШВАК“ и три картечници 12,7 mm УБТ. Основното бойно средство торпедото е с дължина 6 m., диаметър 450 mm, тегло 900 kg. Прицелването се извършва от щурмана със специален прицел. За тренировките се организира морски полигон от ВМС Варна източно от нос Калиакра.
В периода на Студената война като страна, загубила войната, България няма право да притежава бомбардировъчна авиация и това се проверява от инспектори на страните-победителки. Затова през 1950 г. 23 самолета Ту-2 са пребазирани и скрити в летище Мамая в Румъния, а боезапасите са скрити в горите около с. Сенокос и Соколово. Това преместване забавя активната подготовка на летците с 6 месеца.

## 3-та бомбардировъчна авиодивизия (1951 – 1955)
През 1951 г. се развръщат военновременните мобилизационни щатове. В резултат на това ятата (ескадрилите) прерастват в полкове, а полка в 3-та бомбардировъчна авиодивизия.
Дивизията е в състав 28-и минно-торпеден полк, 42-ри бомбардировъчен полк и 46-и бомбардировъчен полк. Броят на самолетите не се увеличава, но всеки полк е попълнен с 26 – 27 летци, 20 – 25 щурмани и 15 – 20 радисти. Целият състав лети с инструктори и самостоятелно в тренировъчни полети денем и нощем. Наличните разузнавателни самолети Focke-Wulf Fw 189, наричани от пилотите „Циклоп“ или хвърчащо „Око“, Фоке Вулф FW-58 „Гълъб“, Щорх и „Канарче“, участват активно в подготовката на летците като влачат мишени за стрелба. Към 46 бомбардировъчен полк на дивизията са придадени и осем броя водосамолета Арадо 196 „Акула“, базирани на летище „Чайка“ край Варна.
Продължава модернизирането на летището. През 1951 г. от април до септември всички самолети Ту-2 са пребазирани в полевото летище Соколово. В гората на с. Сенокос е пребазирана специалната минно-торпедна група за обслужване на торпедата. Основната причина е строителството на нова бетонна полоса (1952 – 1954 г.), с което се подготвя военното летище за приемането на самолети от реактивната авиация.
Командири
От 1951 до 1955 г. 3-та бомбардировъчна авиодивизия е с командир майор Васил Кръстев Василев, началник-щаб майор Тотьо Нанев Петков и главен щурман Антон Костадинов Попов. Съставните 28-и минно-торпеден полк е с командир капитан Христо Лазаров, 42-ри бомбардировъчен полк е с командир майор Илия Велев и 46-и бомбардировъчен полк с командир майор Латьо Илиев Латев.

## Командири
Званията са към датата на заемане на длъжността

### Командири на 25-и разузнавателен полк
- майор Борис Попов (1947 – 1948)
- майор Александър Дечев (1948 – 1950)
- майор Паскал Динков (1950 – 1951)

### 3-та бомбардировъчна авиодивизия (1951 – 1955)
- майор Васил Кръстев Василев (1951 – 1955)

### 27-и изтребителен авиополк (1955 – 1963)
- Семко Станев Цветанов (18 октомври 1955 – началото на 1956)
- Ставри Георгиев Стоянов (началото на 1956 – 1958)
- Станьо Станев (1958 – 1 май 1963)

### 3-а изтребителна авиоескадрила (1963 – 1970)
- Слави Тонев Рашев (за малко през 1963)
- Йордан Стоянов Господинов (1963 – 1968)
- Кирил Димитров Бълов (1968 – 1970)

### 2-а изтребителна авиоескадрила (1970 – 1994)
- Йордан Стоянов Господинов (1970 – 1972)
- Тодор Иванов Янчев (1972 – 1976)
- Георги Стоянов Костадинов (1976 – 1978)
- Стоян Николов Нанков (1978 – 1981)
- Тоньо Маринов Иванов (1981 – 1983)
- Петко Димитров Кръстев (1983 – 1986)
- Красен Желязков Хараланов (1986 – 1990)
- Валентин Георгиев Милев (1990 – 1992)
- Желязко Павлов Желязков (1992 – 31 август 1994)

### 6-а изтребителна авиобаза/шеста техническа авиобаза (1994 –)
- Валентин Георгиев Милев (1 септември 1994 – есента на 1997)
- Любомир Петров Куртев (есента на 1997 – 31 август 1998)
- Румен Георгиев Петков (1 септември 1998 – 31 май 2003)
- Любомир Стоянов Радев (1 юни 2003 – 30 септември 2008)
- Желязко Павлов Желязков (1 октомври 2008 – 31 декември 2009)
- Иван Стойчев Тодоров (1 януари 2010 –)